# أولاد رابحة (أولاد سي ابراهيم)
أولاد رابحة هو دُوَّار يقع بجماعة آيت عمار، إقليم خريبكة، جهة بني ملال خنيفرة في المملكة المغربية. ينتمي الدوّار لمشيخة أولاد سي ابراهيم التي تضم 6 دواوير. يقدر عدد سكانه بـ 336 نسمة حسب الإحصاء الرسمي للسكان والسكنى لسنة 2004.

## روابط خارجية
- البوابة الوطنية للجماعات الترابية
- المندوبية السامية للتخطيط